# Àlbum A (Goya)
L'Àlbum A o Quadern petit de Sanlúcar és una col·lecció de dibuixos realitzats pel pintor Francisco de Goya a Sanlúcar de Barrameda, a l'estiu de 1796, mentre estava allà invitat per la XIII Duquessa d'Alba, acabada d'enviduar de José Álvarez de Toledo i Gonzaga, XV Duc de Medina-Sidònia.

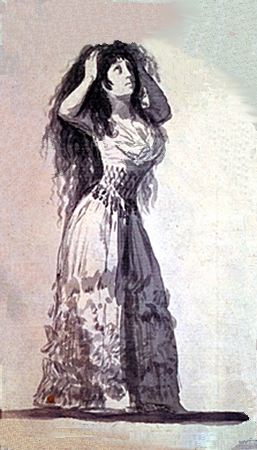
XIII Duquessa d'Alba pentinant-se, dibuix de l'Albúm A
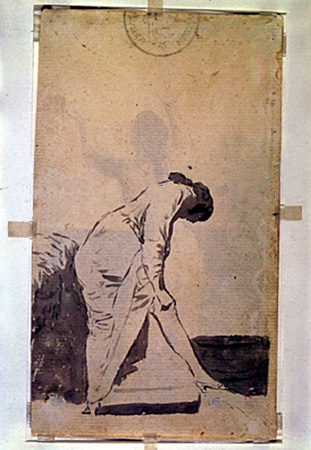
Dibuix de l'Albúm A, preparatori del capritx La ben llençada està
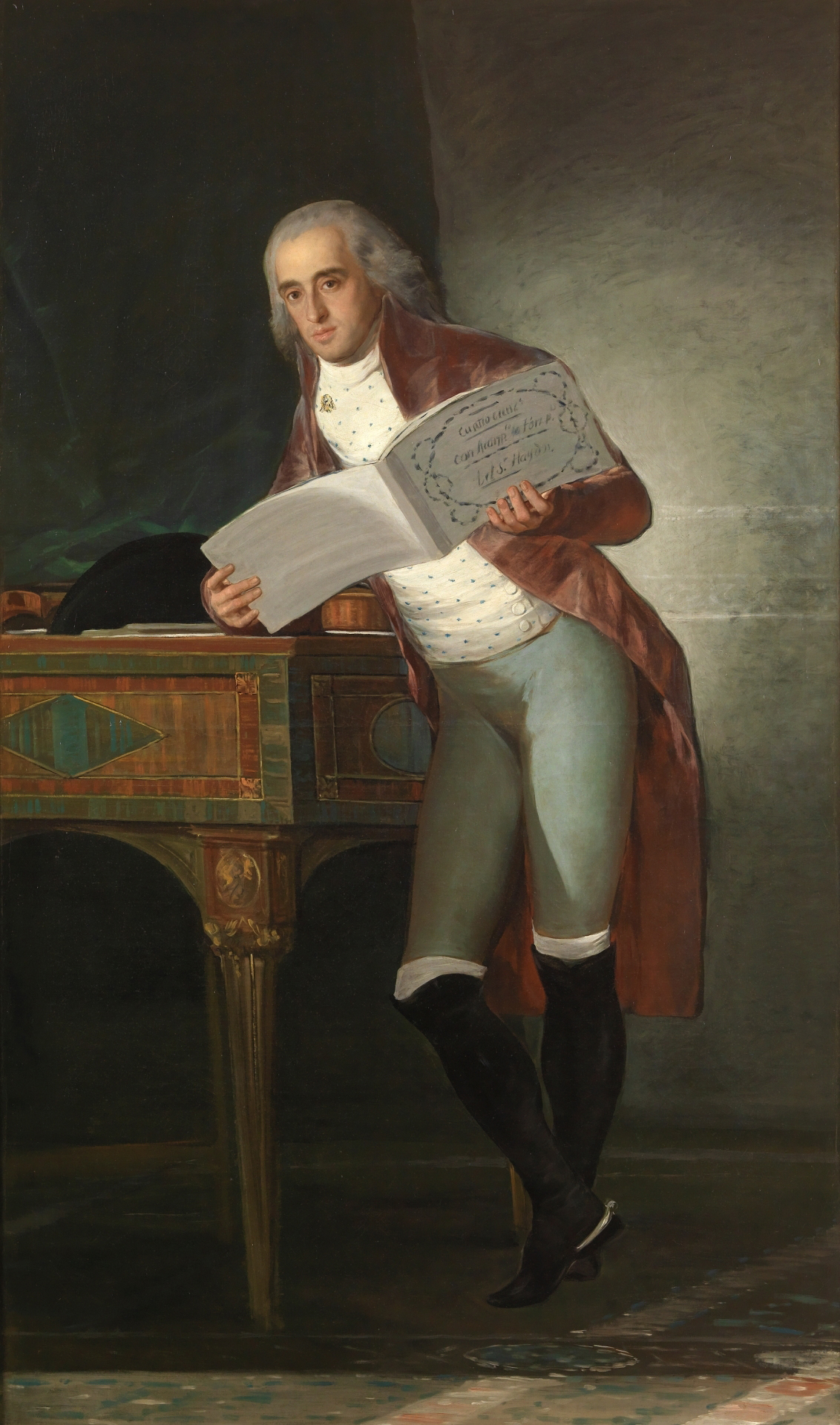
José Álvarez de Toledo, XV Duc de Medina-Sidònia, retratat per Goya

La tècnica emprada és l'aiguada de tinta xinesa aplicada amb pinzell, amb retocs de llapis negre i ploma. Aquest àlbum és el punt de partida de Els Capritxos. El tema dels dibuixos són escenes quotidianes i íntimes protagonitzades per personatges femenins entre els quals s'identifica la mateixa duquessa.